# Mistrzostwa Polski w Short Tracku 2008
Mistrzostwa Polski w Short Tracku 2008 – 12. edycja mistrzostw, która odbyła się w dniach 22–24 lutego 2008 roku w Hali Olivia w Gdańsku.

## Wyniki

### Kobiety

#### 500 metrów
Finał
| Miejsce | Zawodniczka          | Klub              | Wynik    | Punkty |
| ------- | -------------------- | ----------------- | -------- | ------ |
| 1.      | Patrycja Maliszewska | Juvenia Białystok | 46,793   | 34     |
| 2.      | Agnieszka Bawerna    | Juvenia Białystok | 47,899   | 21     |
| 3.      | Aida Popiołek        | AZS Opole         | 1:54,334 | 13     |
| -       | Karolina Regucka     | Juvenia Białystok | PEN      | 0      |

#### 1000 metrów
Finał
| Miejsce | Zawodniczka          | Klub              | Wynik    | Punkty |
| ------- | -------------------- | ----------------- | -------- | ------ |
| 1.      | Patrycja Maliszewska | Juvenia Białystok | 1:43,792 | 34     |
| 2.      | Anna Romanowicz      | Juvenia Białystok | 1:46,161 | 21     |
| 3.      | Karolina Regucka     | Juvenia Białystok | 2:03,813 | 13     |
| -       | Aida Popiołek        | AZS Opole         | PEN      | 0      |

#### 1500 metrów
Finał
| Miejsce | Zawodniczka          | Klub              | Wynik    | Punkty |
| ------- | -------------------- | ----------------- | -------- | ------ |
| 1.      | Aida Popiołek        | AZS Opole         | 2:38,119 | 34     |
| 2.      | Malwina Zawada       | OMKŁS Opole       | 2:38,419 | 21     |
| 3.      | Karolina Regucka     | Juvenia Białystok | 2:38,782 | 13     |
| 4.      | Patrycja Maliszewska | Juvenia Białystok | 2:42,661 | 8      |
| 5.      | Anna Romanowicz      | Juvenia Białystok | 3:16,517 | 5      |
| -       | Paula Bzura          | Juvenia Białystok | PEN      | 0      |

#### Superfinał 3000 metrów
Finał
| Miejsce | Zawodniczka          | Klub              | Wynik    | Punkty |
| ------- | -------------------- | ----------------- | -------- | ------ |
| 1.      | Karolina Regucka     | Juvenia Białystok | 6:12,913 | 34     |
| 2.      | Patrycja Maliszewska | Juvenia Białystok | 6:12,984 | 21     |
| 3.      | Malwina Zawada       | OMKŁS Opole       | 6:13,051 | 13     |
| 4.      | Aida Popiołek        | AZS Opole         | 6:13,091 | 0      |
| 5.      | Anna Romanowicz      | Juvenia Białystok | 6:13,212 | 5      |
| 6.      | Agnieszka Bawerna    | Juvenia Białystok | 6:17,890 | 3      |

#### Wielobój
Klasyfikacja
| Miejsce | Zawodniczka          | Klub              | Dystanse | Dystanse | Dystanse | Dystanse | Punkty |
| Miejsce | Zawodniczka          | Klub              | 1500 m   | 500 m    | 1000 m   | 3000 m   | Punkty |
| ------- | -------------------- | ----------------- | -------- | -------- | -------- | -------- | ------ |
| 1.      | Patrycja Maliszewska | Juvenia Białystok | 4        | 1        | 1        | 2        | 97     |
| 2.      | Karolina Regucka     | Juvenia Białystok | 3        | 4        | 3        | 1        | 60     |
| 3.      | Aida Popiołek        | AZS Opole         | 1        | 3        | 4        | 4        | 55     |
| 4.      | Malwina Zawada       | OMKŁS Opole       | 2        | 6        | 5        | 3        | 34     |
| 5.      | Anna Romanowicz      | Juvenia Białystok | 5        | 5        | 2        | 5        | 31     |
| 6.      | Agnieszka Bawerna    | Juvenia Białystok | 11       | 2        | 7        | 6        | 24     |

#### Sztafeta 3000 metrów
Finał
| Miejsce | Klub                                                                                           | Wynik    |
| ------- | ---------------------------------------------------------------------------------------------- | -------- |
| 1.      | Juvenia Białystok Patrycja Maliszewska Anna Romanowicz Karolina Regucka Agnieszka Bawerna      | 4:34,200 |
| 2.      | OMKŁS Opole Malwina Zawada Marta Wójcik Kaja Pniewska Magdalena Szwajlik Barbara Kobylakiewicz | 4:38,320 |
| 3.      | Juvenia Białystok II Beata Podwysocka Agnieszka Olechnicka Agnieszka Tawrel Anna Twardowska    | 4:38,427 |
| 4.      | Juvenia Białystok III Agata Bogdan Natalia Kozłowska Daria Meller Angelika Smyk                | 5:28,170 |

### Mężczyźni

#### 500 metrów
Finał
| Miejsce | Zawodnik        | Klub              | Wynik  | Punkty |
| ------- | --------------- | ----------------- | ------ | ------ |
| 1.      | Bartosz Konopko | Juvenia Białystok | 43,325 | 34     |
| 2.      | Dariusz Kulesza | Juvenia Białystok | 43,443 | 21     |
| 3.      | Rafał Piórecki  | Juvenia Białystok | 44,092 | 13     |
| 4.      | Jakub Jaworski  | Juvenia Białystok | PEN    | 0      |

#### 1000 metrów
Finał
| Miejsce | Zawodnik        | Klub              | Wynik    | Punkty |
| ------- | --------------- | ----------------- | -------- | ------ |
| 1.      | Bartosz Konopko | Juvenia Białystok | 1:34,741 | 34     |
| 2.      | Dariusz Kulesza | Juvenia Białystok | 1:34,994 | 21     |
| 3.      | Adam Filipowicz | AZS Opole         | 1:35,046 | 13     |
| 4.      | Jakub Jaworski  | Juvenia Białystok | PEN      | 0      |

#### 1500 metrów
Finał
| Miejsce | Zawodnik                   | Klub              | Wynik    | Punkty |
| ------- | -------------------------- | ----------------- | -------- | ------ |
| 1.      | Bartosz Konopko            | Juvenia Białystok | 2:29,378 | 34     |
| 2.      | Dariusz Kulesza            | Juvenia Białystok | 2:30,038 | 21     |
| 3.      | Rafał Piórecki             | Juvenia Białystok | 2:30,536 | 13     |
| 4.      | Łukasz Fabiański           | AZS Opole         | 2:39,300 | 8      |
| 5.      | Adam Filipowicz            | AZS Opole         | 2:41,726 | 5      |
| 6.      | Jakub Jaworski             | Juvenia Białystok | 2:42,663 | 3      |
| -       | Marcin Makarczuk-Jackowski | Juvenia Białystok | PEN      | 0      |

#### Superfinał 3000 metrów
Finał
| Miejsce | Zawodniczka      | Klub              | Wynik    | Punkty |
| ------- | ---------------- | ----------------- | -------- | ------ |
| 1.      | Jakub Jaworski   | Juvenia Białystok | 5:18,717 | 34     |
| 2.      | Adam Filipowicz  | AZS Opole         | 5:18,930 | 26     |
| 3.      | Rafał Piórecki   | Juvenia Białystok | 5:22,484 | 13     |
| 4.      | Łukasz Fabiański | AZS Opole         | 5:31,488 | 8      |
| 5.      | Dariusz Kulesza  | Juvenia Białystok | 5:34,472 | 5      |
| 6.      | Bartosz Konopko  | Juvenia Białystok | 5:37,402 | 3      |

#### Wielobój
Klasyfikacja
| Miejsce | Zawodniczka      | Klub              | Dystanse | Dystanse | Dystanse | Dystanse | Punkty |
| Miejsce | Zawodniczka      | Klub              | 1500 m   | 500 m    | 1000 m   | 3000 m   | Punkty |
| ------- | ---------------- | ----------------- | -------- | -------- | -------- | -------- | ------ |
| 1.      | Bartosz Konopko  | Juvenia Białystok | 1        | 1        | 1        | 6        | 105    |
| 2.      | Dariusz Kulesza  | Juvenia Białystok | 2        | 2        | 2        | 5        | 68     |
| 3.      | Adam Filipowicz  | AZS Opole         | 5        | 5        | 3        | 2        | 39     |
| 4.      | Rafał Piórecki   | Juvenia Białystok | 3        | 3        | 7        | 3        | 39     |
| 5.      | Jakub Jaworski   | Juvenia Białystok | 6        | 4        | 4        | 1        | 37     |
| 6.      | Łukasz Fabiański | AZS Opole         | 4        | 16       | 5        | 4        | 16     |

#### Sztafeta 5000 metrów
Finał
| Miejsce | Klub                                                                                            | Wynik    |
| ------- | ----------------------------------------------------------------------------------------------- | -------- |
| 1.      | Juvenia Białystok Bartosz Konopko Dariusz Kulesza Jakub Jaworski Tomasz Wróblewski              | 7:28,940 |
| 2.      | Juvenia Białystok II Rafał Piórecki Marcin Makarczuk-Jackowski Jakub Borowski Łukasz Michalczuk | 7:34,836 |
| 3.      | AZS Opole Zbigniew Bródka Łukasz Fabiański Adam Filipowicz Michał Furch                         | 7:43,130 |
| 4.      | Juvenia Białystok III Jakub Ginter Dawid Rzemieniecki Krzysztof Piecielski Kamil Dziubek        | PEN      |